# La cruz invertida
La cruz invertida es una película argentina dramática de 1985 escrita y dirigida por Mario David, y basada en la novela homónima de Marcos Aguinis. Es protagonizada por Oscar Martínez, Ana María Picchio, Arturo Maly, Alicia Zanca y Jorge Marrale. Fue estrenada por estrenada el 19 de septiembre de 1985.

## Sinopsis
En un país latinoamericano bajo un régimen dictatorial, un sacerdote joven e idealista se enfrenta a la cúpula eclesiástica en defensa de víctimas del desamparo social y la violencia policial. Su lucha y su ética no tendrán lugar en una iglesia que es cómplice con el poder de turno.

## Reparto
| Actor                | Personaje                  |
| -------------------- | -------------------------- |
| Oscar Martínez       | Padre Carlos Samuel Torres |
| Ana María Picchio    | Magdalena                  |
| Arturo Maly          | Coronel                    |
| Alicia Zanca         | Olga Bello                 |
| Jorge Marrale        | Néstor                     |
| Héctor Pellegrini    | Padre Buenaventura         |
| Héctor Bidonde       | Arturo Bello               |
| José María Gutiérrez | Monseñor Tardini           |
| Harry Havilio        |                            |
| Cristina Fernández   |                            |